# Emydocephalus
Emydocephalus är ett släkte av ormar. Emydocephalus ingår i familjen giftsnokar och underfamiljen havsormar.
Arterna är med en längd upp till en meter små till medelstora ormar. De förekommer i havsområden mellan det sydostasiatiska fastlandet och norra Australien. Individerna vistas nära rev i närheten av kusten. De äter främst fiskrom. Honor lägger inga ägg utan föder levande ungar.
Arter enligt Catalogue of Life:
- Emydocephalus annulatus
- Emydocephalus ijimae

The Reptile Database listar ytterligare en art:
- Emydocephalus szczerbaki